# پرنزابولو
پرنزابولو (به انگلیسی: Perranzabuloe) یک روستا و محله مدنی در بریتانیا است که در کورنوال واقع شده‌است. پرنزابولو ۵٬۴۰۶ نفر جمعیت دارد.